# 新比利亚戈麦斯
新比利亚戈麦斯（西班牙語：Villagómez la Nueva）是西班牙卡斯蒂利亚-莱昂巴利亚多利德省的一个市镇。总面积12平方公里，总人口86人（2001年），人口密度7人/平方公里。